# Alan Aichinger
Alan (Alanus) Aichinger OCist, Taufname Johann Georg; (* 9. April 1705 in Freistadt; † 23. Dezember 1780 in Wilhering) war ein österreichischer Zisterzienser. Von 1753 bis 1780 amtierte er als Abt des Klosters Wilhering.

## Leben
Alan Aichinger war der Sohn des Fleischhauers Daniel Aichinger und dessen Ehefrau Elisabeth, geb. Michl. Nach dem frühen Tod seines Vaters verehelichte sich seine Mutter mit dem Fleischhauer Hans Georg Pointner, der seinem Stiefsohn eine gründliche schulische Ausbildung zukommen ließ. Nach Ende der Schulausbildung widmete sich Alan Aichinger in Wien zunächst einem Studium der Humaniora und der Philosophie, bevor er 1725 in das Stift Wilhering eintrat und dort am 1. November 1726 seine Profess erhielt. Nachdem er in Prag Theologie studiert hatte, empfing er am 7. Mai 1730 die Priesterweihe. An der Wiener Universität studierte er weitere zwei Jahre Rechtswissenschaften. Nach Ende seines Studiums wurde er zunächst Pfarrvikar in Waxenberg, ca. 1733 Prior, Novizenmeister und Archivar des Stifts. Nachdem er von 1742 bis 1753 als Pfarrer in Ottensheim tätig gewesen war, wurde er am 22. November 1753 zum 60. Abt des Klosters Wilhering gewählt und am 25. November 1753 infuliert. Am 7. September 1761 übernahm er die feierliche Weihe der umgebauten Wallfahrtskirche Maria Schutz am Bründl in Bad Leonfelden. Alan Aichinger starb nach etwas mehr als 27 Jahren als Abt des Klosters Wilhering am 23. Dezember 1780.